# Осетниця
Осетниця (пол. Osetnica) — село в Польщі, у гміні Хойнув Леґницького повіту Нижньосілезького воєводства.
Населення — 597 осіб (2011).
У 1975—1998 роках село належало до Легницького воєводства.

## Демографія
Демографічна структура станом на 31 березня 2011 року:
|          | Загалом | Допрацездатний вік | Працездатний вік | Постпрацездатний вік |
| -------- | ------- | ------------------ | ---------------- | -------------------- |
| Чоловіки | 297     | 63                 | 206              | 28                   |
| Жінки    | 300     | 68                 | 171              | 61                   |
| Разом    | 597     | 131                | 377              | 89                   |